# Lista de vencedores da Grande Noite do Fado
Esta é a lista (incompleta) dos vencedores da Grande Noite do Fado, concurso realizado em Lisboa desde 1953.

## Grande Noite do Fado
O evento, promovido pela Casa da Imprensa, terá nascido em 1945, com o nome de "Grande Concurso de Fados", no Salão Salvaterra, na Rua da Barroca, ao Bairro Alto, mas em 1953 passou intitular-se "Grande Noite do Fado", realizando-se na sala das Portas de Santo Antão.
De um modo geral, há três modalidades (Mod.) a concurso sendo duas para intérpretes, masculinos (M) e femininos (F), surgindo mais tarde nestas modalidades duas categorias (Cat.), uma para juvenis (J), até aos 15 anos, e a de seniores (S), até 45 anos.
A terceira modalidade, que começou em 2003, está destinada para instrumentistas (I) até aos 45 anos, passando a ser dividida em duas categorias (Guitarra Portuguesa (GP) e Viola (V)) em 2005.
A partir da década de 90 do século passado, passou a realizar-se uma Grande Noite do Fado na cidade do Porto.
São ainda atribuídos outros prémios (Consagração, Revelação, Carreira, etc.).

## Vencedores da Grande Noite do Fado

### Lisboa
Vencedores da Grande Noite do Fado
| Ano  | Mod. | Cat. | Nome dos Vencedores                            | 2.º lugar                            | Data           |
| ---- | ---- | ---- | ---------------------------------------------- | ------------------------------------ | -------------- |
| 1952 | F    | S    | Esmeralda Amoedo                               |                                      |                |
| 1953 | F    | S    | Maria Amorim                                   |                                      |                |
| 1959 | M    | S    | Armando Brandão                                |                                      |                |
| 1963 | F    | S    | Maria de Fátima Afonso da Silva                |                                      |                |
| 1963 | M    | S    | Orémio Jesus Gonçalves                         |                                      |                |
| 1964 | F    | S    | Celly Santos (Pseudónimo de Maria da Nazaré)   |                                      |                |
| 1964 | M    | S    | Armando de Miranda                             |                                      |                |
| 1965 | F    | S    | Maria da Nazaré                                |                                      |                |
| 1966 | F    | S    | Felisberta Santos                              |                                      |                |
| 1966 | M    | S    | Jorge Marques                                  |                                      |                |
| 1967 | F    | S    | Helena de Sousa                                |                                      |                |
| 1967 | M    | S    | Joaquim Gomes                                  |                                      |                |
| 1968 | F    | S    | Odete Figueiredo                               |                                      |                |
| 1968 | M    | S    | José Alves                                     |                                      |                |
| 1969 | F    | S    | Domingas Guedes da Cunha                       | Rosita Vaz                           | 18 de Novembro |
| 1969 | M    | S    | José João Dimas Bagorro                        | José Maria Cruz Martins              | 18 de Novembro |
| 1973 | F    | S    | Edite Guerra                                   |                                      | 17 de Março    |
| 1973 | M    | S    | Hermínio Silva                                 |                                      | 17 de Março    |
| 1979 | F    | S    | Marina Mota                                    |                                      | 6 de Abril     |
| 1979 | M    | S    | Camané                                         |                                      | 6 de Abril     |
| 1980 | F    | S    | Celeste Branco                                 |                                      |                |
| 1980 | M    | S    | Paulo Jorge                                    |                                      |                |
| 1981 | F    | S    | Ruth Maria dos Santos                          |                                      | 20 de Março    |
| 1981 | M    | S    | Paulo Mendonça                                 |                                      | 20 de Março    |
| 1982 | F    | S    | Maria Helena Gonçalves Nunes                   |                                      | 19 de Março    |
| 1982 | M    | S    | Fernando Mega                                  |                                      | 19 de Março    |
| 1983 | F    | S    | Carla Maria da Silva Costa                     | Maria Sampedro de Figueiredo         | 6 de Maio      |
| 1983 | M    | S    | Fernando Jorge Luís Amaral                     | António da Silva Coelho              | 6 de Maio      |
| 1984 | F    | S    | Maria Leonor Santos                            | Maria de Fátima Fernandes            | 18 de Maio     |
| 1984 | M    | S    | Álvaro Augusto dos Santos                      | Natalino de Jesus                    | 18 de Maio     |
| 1985 | F    | S    | Maria Fátima Fernandes Silva                   | Gisela Maria Marques de Oliveira     | 17 de Maio     |
| 1985 | M    | S    | Natalino Gomes Jesus                           | António Silva Coelho                 | 17 de Maio     |
| 1986 | F    | S    | Maria São Pedro Figueira                       |                                      | 20 de Junho    |
| 1986 | M    | S    | Vítor Manuel Marques Moreira                   |                                      | 20 de Junho    |
| 1987 |      |      |                                                |                                      |                |
| 1988 | F    | S    | Maria Augusta Costa                            |                                      | 3 de Junho     |
| 1988 | M    | S    | Américo Sousa                                  | Jaime Dias                           | 3 de Junho     |
| 1988 | F    | J    | Susana Marisa                                  |                                      | 3 de Junho     |
| 1988 | M    | J    | Sérgio Paulo                                   |                                      | 3 de Junho     |
| 1989 | F    | S    | Sílvia Filipe Sebastião                        |                                      | 16 de Junho    |
| 1989 | M    | S    | Alfredo Carvalho dos Santos Gaspar             |                                      | 16 de Junho    |
| 1989 | F    | J    | Anabela Pires                                  |                                      | 16 de Junho    |
| 1989 | M    | J    | Luís Filipe Matos                              |                                      | 16 de Junho    |
| 1990 | F    | S    | Mónica Severino                                |                                      | 8 de Junho     |
| 1990 | M    | S    | Rogério Santos                                 | Júlio Dias                           | 8 de Junho     |
| 1991 | F    | S    | Ana Paula Santos Carvalho                      |                                      | 9 de Junho     |
| 1991 | M    | S    | Jaime Dias                                     |                                      | 9 de Junho     |
| 1992 | F    | S    | Célia Grenho                                   |                                      |                |
| 1992 | M    | S    | Nuno Alexandre Rodrigues                       |                                      |                |
| 1993 | F    | S    | Ana Rato                                       |                                      |                |
| 1993 | M    | S    | João Paulo Félix                               |                                      |                |
| 1994 | F    | S    | Tânia Maria Pataco                             |                                      |                |
| 1994 | M    | S    | Carlos Manuel Maia                             |                                      |                |
| 1994 | F    | J    | Liana [carece de fontes?]                      |                                      |                |
| 1995 | F    | S    | Ana Luísa Maurício Costa                       |                                      |                |
| 1995 | M    | S    | Pedro Miguel Galveias                          |                                      |                |
| 1995 | F    | J    | Ana Margarida Mota Dias                        |                                      |                |
| 1995 | M    | J    | João Pedro Franco Silva                        |                                      |                |
| 1996 | F    | S    | Liliana Andreia Carvalho da Costa Casal Rochão |                                      | 28 de Junho    |
| 1996 | M    | S    | Luís Miguel Rocha Ramos                        |                                      | 28 de Junho    |
| 1996 | F    | J    | Vânia Mafalda Costa Damas                      |                                      | 28 de Junho    |
| 1996 | M    | J    | Diogo Ricardo Pereira Coutinho da Rocha        |                                      | 28 de Junho    |
| 1997 | F    | S    |                                                | Sónia Lisboa                         | 27 de Junho    |
| 1997 | F    | J    | Raquel Tavares                                 |                                      | 27 de Junho    |
| 1998 | F    | S    | Susana Cristina Pinto Casqueiro                |                                      |                |
| 1998 | M    | S    | Ricardo Alexandre Paulo Ribeiro                | Helder Santos                        |                |
| 1998 | F    | J    | Milene Alexandra Noé Candeias                  |                                      |                |
| 1998 | M    | J    | Marco André Rodrigues de Oliveira              |                                      |                |
| 1999 | F    | S    | Ana Margarida Lamas? e Augusto                 |                                      |                |
| 1999 | M    | S    | Marco Rodrigues                                |                                      |                |
| 1999 | F    | J    | Andreia Sofia A. Matias                        |                                      |                |
| 1999 | M    | J    | Marco Alexandre P. Canudo                      |                                      |                |
| 2000 | F    | S    | Ana Sofia Rodrigues Reis                       | Cátia Garcia                         | 17 de Junho    |
| 2000 | M    | S    | José António Matoso                            | Fernando Ferreira                    | 17 de Junho    |
| 2000 | F    | J    | Marília Maria Pais                             |                                      | 17 de Junho    |
| 2000 | M    | J    | Ângelo Braz Freire                             |                                      | 17 de Junho    |
| 2001 | F    | S    | Olga Maria F. Villa Nova                       |                                      | 22 de Junho    |
| 2001 | M    | S    | Paulo Miguel Silva Pedro                       |                                      | 22 de Junho    |
| 2001 | F    | J    | Cátia Miranda                                  |                                      | 22 de Junho    |
| 2001 | M    | J    | João Carlos Miguel                             |                                      | 22 de Junho    |
| 2003 | F    | S    | Jaqueline Andreia de Abreu Carvalho            | Alexandra Maria Martins Mendes       | 22 de Novembro |
| 2003 | M    | S    | Márcio José Grijó da Costa                     | Augusto José Dinis Bico              | 22 de Novembro |
| 2003 | F    | J    | Catarina Silva Rosa                            | Cristiana Vanessa Pereira            | 22 de Novembro |
| 2003 | M    | J    | Sérgio Daniel Zeferino da Silva                | Luís Pires da Silva                  | 22 de Novembro |
| 2003 | I    | GP   | Sérgio Caixeira                                |                                      | 22 de Novembro |
| 2004 | F    | S    | Gisela Filipa Cardoso                          | Eliana Castro                        | 20 de Novembro |
| 2004 | M    | S    | Marco André                                    |                                      | 20 de Novembro |
| 2004 | F    | J    | Marta Rosa                                     | Catarina Invêncio                    | 20 de Novembro |
| 2004 | M    | J    | Luís Pires da Silva                            |                                      | 20 de Novembro |
| 2004 | I    |      | Ângelo Freire                                  |                                      | 20 de Novembro |
| 2005 | F    | S    | Raquel Peters                                  | Milene Alexandra Candeias            | 3 de Dezembro  |
| 2005 | M    | S    | Luís de Matos                                  |                                      | 3 de Dezembro  |
| 2005 | F    | J    | Catarina Invêncio                              |                                      | 3 de Dezembro  |
| 2005 | M    | J    | Vasco Rafael Nogueira                          |                                      | 3 de Dezembro  |
| 2005 | I    | GP   | José Cardoso da Silva                          |                                      | 3 de Dezembro  |
| 2005 | I    | V    | Pedro Marreiros                                |                                      | 3 de Dezembro  |
| 2006 | F    | S    | Milene Alexandra Candeias                      |                                      | 22 de Dezembro |
| 2006 | M    | S    | Pedro Manuel Martins Viola                     |                                      | 22 de Dezembro |
| 2006 | F    | J    | Joana Filipa Luz                               | Sara Sofia Correia                   | 22 de Dezembro |
| 2006 | M    | J    | José Luís Godinho Geadas                       |                                      | 22 de Dezembro |
| 2006 | I    | GP   | Tiago Freira Morna                             |                                      | 22 de Dezembro |
| 2006 | I    | V    | André Rocha Ramos                              |                                      | 22 de Dezembro |
| 2007 | F    | S    | Elsa Marisa de Sousa Martins                   | Casimira Alves                       | 20 de Outubro  |
| 2007 | M    | S    | Cristiano de Sousa                             | Eduardo Lourenço Castelão Marques    | 20 de Outubro  |
| 2007 | F    | J    | Sara Sofia Correia                             | Sandra Marina Santos Silva Fernandes | 20 de Outubro  |
| 2007 | M    | J    | Luís Filipe Coelho Caeiro                      | João Bruno da Silva Sobral           | 20 de Outubro  |
| 2007 | I    | GP   | Hugo Lourenço Afonso                           |                                      | 20 de Outubro  |
| 2008 | F    | S    | Andreia Filipa Monteiro Rio                    | Maria Liliana Rodrigues Silva        | 14 de Junho    |
| 2008 | M    | S    | João Carlos da Silva Nunes Roque               | João Carlos de Almeida Lopes         | 14 de Junho    |
| 2008 | F    | J    | Diana Marisa Barbas Vilarinho                  | Sofia Lousã Marques                  | 14 de Junho    |
| 2008 | M    | J    | Não houve participantes apurados.              |                                      | 14 de Junho    |
|      |      |      |                                                |                                      |                |
|      |      |      |                                                |                                      |                |

Notas: (Mod.) = Modalidade; (Cat.) = Categoria; (F) = Feminino; (M) = Masculino; (I) = Instrumentista, (S) = Seniores; (J) = Juvenis; (GP) = Guitarra Portuguesa. (V) = Viola.

### Porto
Vencedores da Grande Noite do Fado
| Ano  | Mod. | Cat. | Nome dos Vencedores                      | 2.º lugar                                | Data           |
| ---- | ---- | ---- | ---------------------------------------- | ---------------------------------------- | -------------- |
| 1995 | F    | S    | Liliana Antunes Fernandes                | Ana Cristina Pereira [carece de fontes?] |                |
| 1995 | M    | S    | Mário Manuel Aleixo Santos Barbosa       |                                          |                |
| 1995 | F    | J    | Joana Filipa Lopes Penedos Amendoeira    |                                          |                |
| 1995 | M    | J    | Sérgio Paulo Martins Nunes               |                                          |                |
| 1996 | F    | S    | Carla Manuel Fonseca Teles Moreira       |                                          |                |
| 1996 | M    | S    | Firmínio Pereira?                        | Filomeno Baltazar Silva                  |                |
| 1996 | F    | J    | Susana da Conceição Pereira de Jesus     |                                          |                |
| 1996 | M    | J    | Gonçalo Victor Plácido Cordeiro          |                                          |                |
| 1997 | F    | S    | Deolinda Maria Pereira Bernardo          |                                          |                |
| 1997 | M    | S    | Mário Rui Cardoso Lino de Sousa          |                                          |                |
| 1997 | F    | J    | Filipa Carvalho Dias da Silva            |                                          |                |
| 1997 | M    | J    | Renato José da Silva Matos               |                                          |                |
| 1998 | F    | S    | Alexandra Maria P. Cardoso               |                                          |                |
| 1998 | M    | S    | Filomeno Baltazar da Silva               |                                          |                |
| 1998 | F    | J    | Andreia Patrícia Almeida Ribeiro         |                                          |                |
| 1998 | M    | J    | André Filipe Sêco Pires                  |                                          |                |
| 1999 | F    | S    | Patrícia Mónica de Jesus Fraga           |                                          |                |
| 1999 | M    | S    | Rui Jorge Ferreira T. Simões             |                                          |                |
| 1999 | F    | J    | Cláudia Alexandra Santos Picado          |                                          |                |
| 1999 | M    | J    | Diogo Manuel Reis Clemente               |                                          |                |
| 2000 | F    | S    | Susana Maria da Mota Teixeira Ribeiro    |                                          | 17 de Novembro |
| 2000 | M    | S    | Diogo Ricardo Pereira Coutinho Rocha     |                                          | 17 de Novembro |
| 2000 | F    | J    | Mariline da Costa Cândido                |                                          | 17 de Novembro |
| 2000 | M    | J    | Márcio José Grijó da Costa e David Silva |                                          | 17 de Novembro |
| 2001 | F    | S    | Cátia Garcia                             |                                          | 29 de Setembro |
| 2001 | M    | S    | Ricardo Mesquita                         |                                          | 29 de Setembro |
| 2001 | F    | J    | Melanie Moreira dos Santos               |                                          | 29 de Setembro |
| 2001 | M    | J    | Mikael Mendes Salgado                    |                                          | 29 de Setembro |
| 2002 |      |      | Não se realizou                          |                                          |                |
| 2003 |      |      | Não se realizou                          |                                          |                |
| 2004 |      |      | Não se realizou                          |                                          |                |
| 2005 |      |      | Não se realizou                          |                                          |                |
| 2006 | F    | S    | Marisa Tavares Pinto                     | Catarina Carvalho                        | 04 de Outubro  |
| 2006 | M    | S    | Paulo dos Santos                         | Carlos Farinha                           | 04 de Outubro  |
| 2006 | F    | J    | Rute Rita Santos                         | Ana Catarina Mendes                      | 04 de Outubro  |
| 2006 | M    | J    | Manuel Marques Jesus                     |                                          | 04 de Outubro  |
|      |      |      |                                          |                                          |                |
|      |      |      |                                          |                                          |                |

Notas: (Mod.) = Modalidade; (Cat.) = Categoria; (F) = Feminino; (M) = Masculino; (I) = Instrumentista, (S) = Seniores; (J) = Juvenis.